# Ryūichi Sakamoto
Ryūichi Sakamoto (jap. 坂本 龍一 Sakamoto Ryūichi; ur. 17 stycznia 1952 w Tokio, zm. 28 marca 2023 tamże) – japoński muzyk, kompozytor, pianista, producent muzyczny, działacz społeczny, okazjonalnie aktor. Członek japońskiej grupy syntpopowej Yellow Magic Orchestra (YMO) od 1978 do swojej śmierci w 2023 roku.

## Życiorys
Najbardziej znany jako kompozytor muzyki filmowej. Napisał ścieżkę dźwiękową do ponad trzydziestu tytułów.
Trzykrotnie współpracował z włoskim reżyserem Bernardo Bertoluccim (1941–2018), dla którego skomponował muzykę do filmów: Ostatni cesarz (1987, Oscar i Złoty Glob), Pod osłoną nieba (1990, Złoty Glob) i Mały Budda (1993). Jest autorem ścieżek dźwiękowych do filmów tak znanych twórców, jak: Nagisa Ōshima, Pedro Almodóvar, Volker Schlöndorff, Brian De Palma czy Alejandro González Iñárritu.
Zasiadał w jury konkursu głównego na 70. MFF w Wenecji (2013) oraz na 68. MFF w Berlinie (2018). Zmarł 28 marca 2023 r.

## Nagrody
Laureat nagrody Grammy, Oscara, nagrody BAFTA i dwóch Złotych Globów. 

## Filmografia

### Kompozytor
- 1983: Wesołych świąt, pułkowniku Lawrence (Merry Christmas Mr. Lawrence)
- 1987: Ostatni cesarz (The Last Emperor)
- 1990: Opowieść podręcznej (The Handmaid's Tale)
- 1990: Pod osłoną nieba (The Sheltering Sky)
- 1991: Wysokie obcasy (Tacones lejanos)
- 1992: Wichrowe Wzgórza (Wuthering Heights)
- 1993: Mały Budda (Little Buddha)
- 1995: Smak ryzyka (Wild Side)
- 1998: Oczy węża (Snake Eyes)
- 1998: Love Is the Devil – Szkic do portretu Francisa Bacona (Love Is the Devil: Study for a Portrait of Francis Bacon)
- 1999: Tabu (Gohatto)
- 2002: Femme fatale
- 2007: Jedwab (Silk)
- 2009: Kobiety bez mężczyzn (Zanan-e bedun-e mardan)
- 2011: Harakiri: Śmierć samuraja (Ichimei)
- 2015: Zjawa (The Revenant)
- 2016: Gniew (Ikari)[5][6]